# Грозненський район
Грозненський район (чеч. Соьлжа-ГӀалин кӀошт, рос. Грозненский район) - адміністративна одиниця у складі Чеченської республіки Російської Федерації. Адміністративний центр - місто Грозний, яке саме до складу району не входить.
Розташований у центрі республіки. Район утворений 1934 року. Населення становить 122 858 осіб. Площа - 1600 км². У районі розташовані 40 сільських населених пунктів, які підпорядковані 25 сільським поселенням.

## Населення
Національний склад населення району за даними Всеросійського перепису населення 2010 року:
| Національність             | Чисельність, осіб | Відсоток від всього населення, % |
| -------------------------- | ----------------- | -------------------------------- |
| чеченці                    | 114 434           | 96,69 %                          |
| кумики                     | 3 348             | 2,83 %                           |
| росіяни                    | 265               | 0,22 %                           |
| інші                       | 242               | 0,20 %                           |
| не вказали або відмовилися | 58                | 0,05 %                           |
| всього                     | 118 347           | 100,00 %                         |

## Персоналії
- Хрустальов Микола Титович (народився в станиці Єрмоловській) — радянський льотчик, учасник оборони Севастополя.